# Leran (Kalitidu)
Leran is een bestuurslaag in het regentschap Bojonegoro van de provincie Oost-Java, Indonesië. Leran telt 5966 inwoners (volkstelling 2010).